# Astra 2F
«Astra 2F» — европейский телекоммуникационный спутник, эксплуатируемый компанией SES Astra. Космический аппарат был выведен на орбиту ракетой-носителем Ариан-5 28 сентября 2012 в 21:18 UTC.

## Описание
Спутник Astra 2F был разработан компанией EADS Astrium на базе платформы Eurostar-3000. Масса спутника — 5968 кг. В качестве полезной нагрузки он несёт 12 транспондеров Ka-диапазона и 48 транспондеров Ku-диапазона. Ожидается, что спутник прослужит как минимум 15 лет.
Сразу после старта спутник был переведён во временную точку c долготой 43,6 градусов восточной долготы для проведения технических тестов, а после их окончания был переведён в свою основную точку 28,5° в. д., где и находится с 21 ноября 2012 года.